# Millochau (cratère martien)
Pour les articles homonymes, voir Millochau.

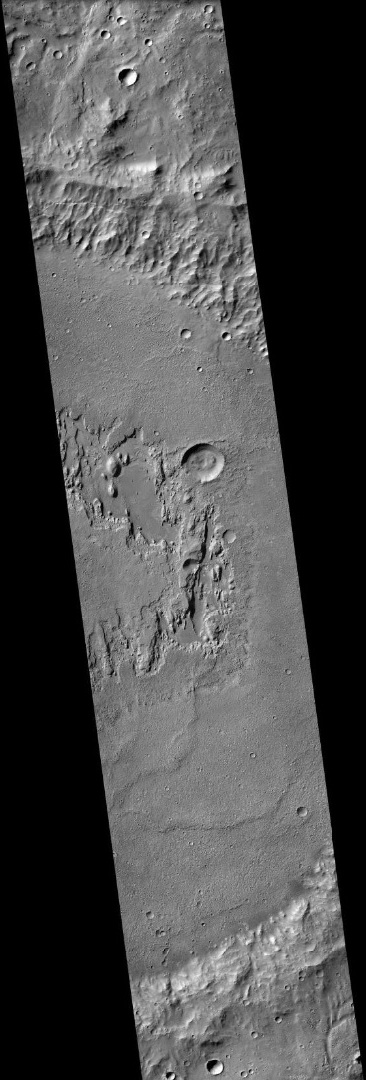
Cratère Millochau (février 2015)

Millochau est un cratère d'impact de 115 km de diamètre situé sur Mars dans le quadrangle d'Iapygia par 21,2° S et 84,9° E, au sud-ouest de la région de Tyrrhena Terra, non loin d'Hellas Planitia.